# گردونه

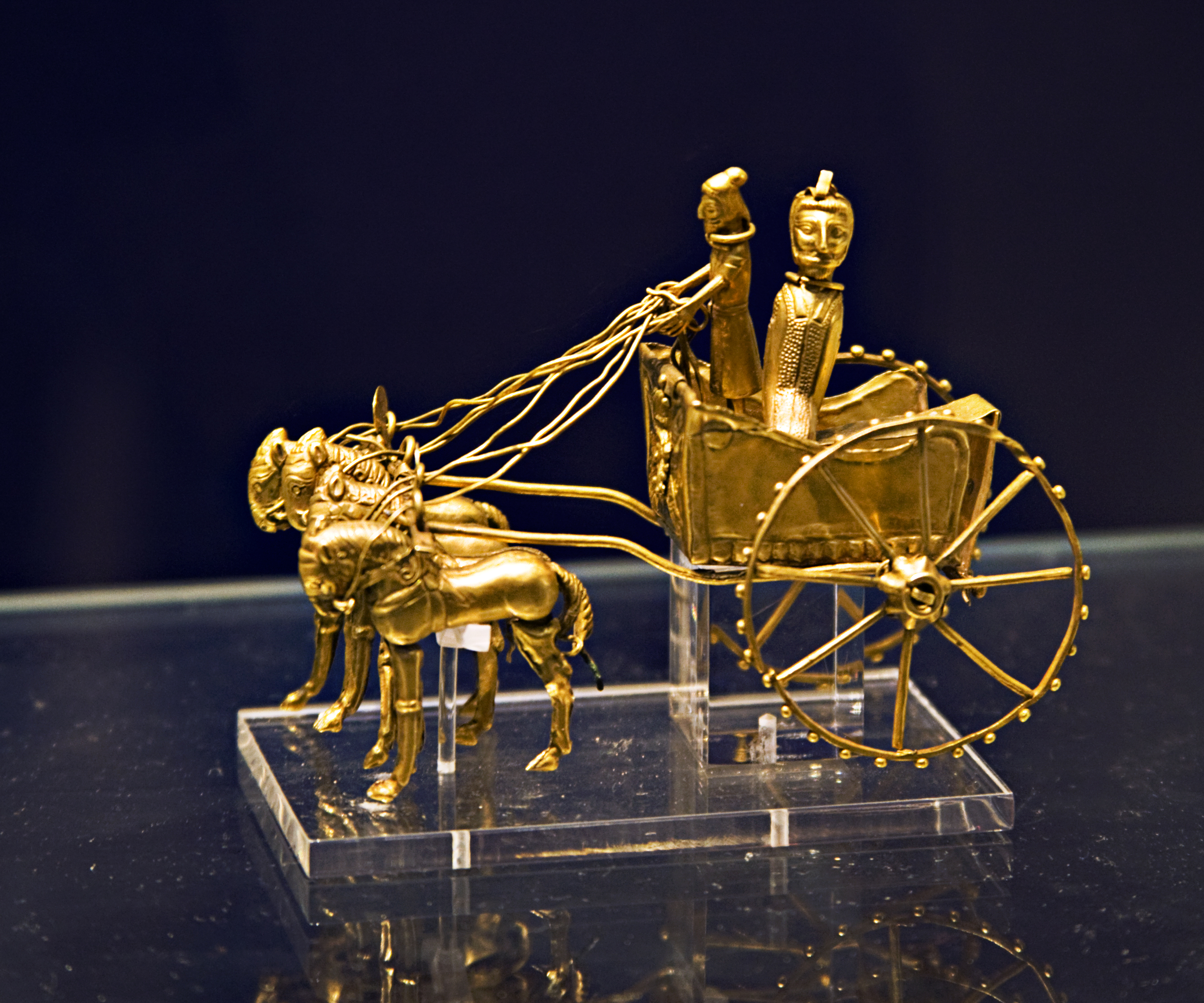
گردونهٔ زرین چهاراسبه، در جلو گردونه چهره بس ایزد مصر باستان دیده می‌شود. مربوط به گنجینه آموی. محل نگهداری: موزه بریتانیا

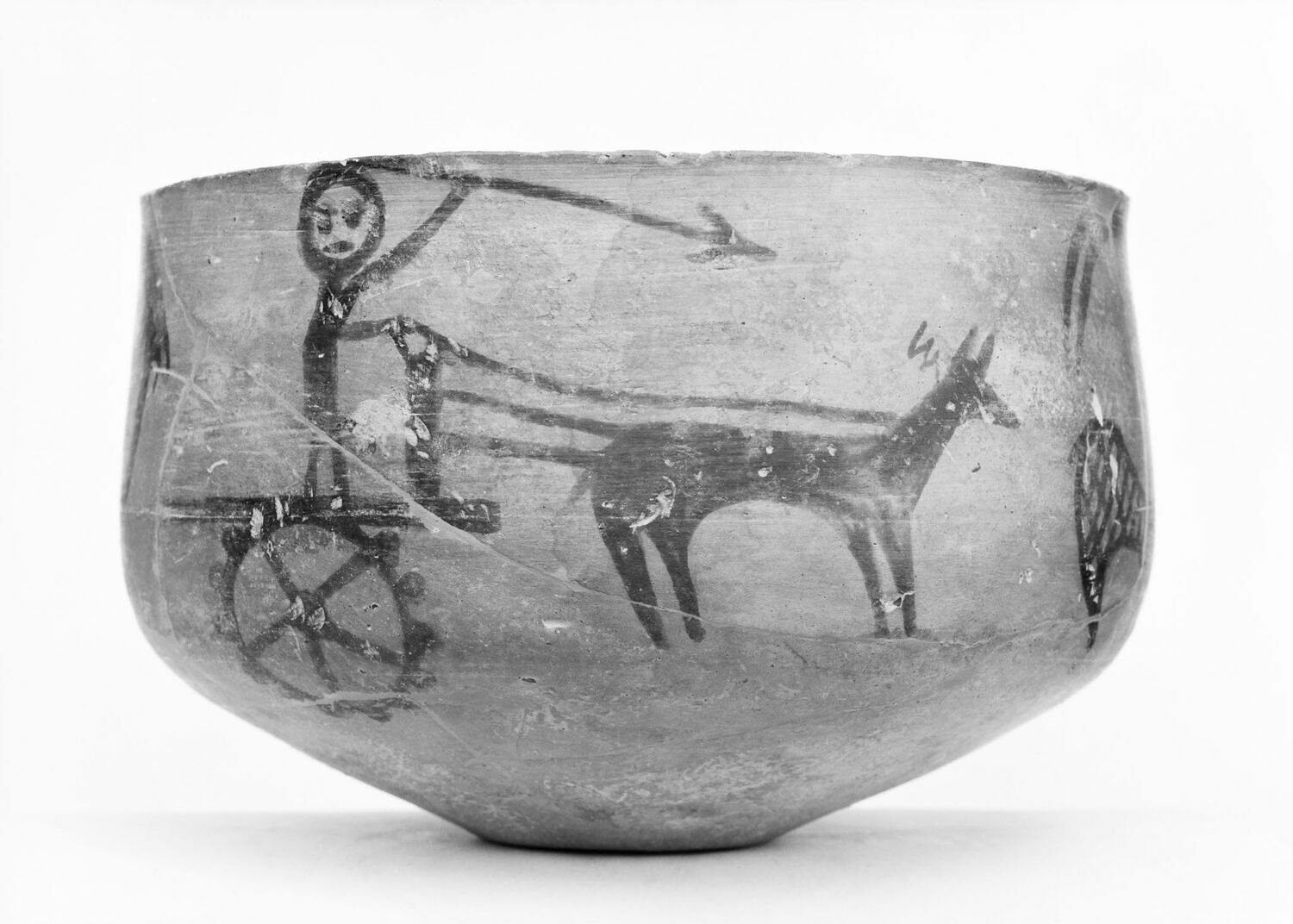
گلدانی که در جنوب شرقی ایران کشف شده مربوط به 2000 سال قبل از میلاد مسیح است، جنگجوی سوار بر ارابه ای را نشان می دهد که توسط اسب کشیده شده میشود.

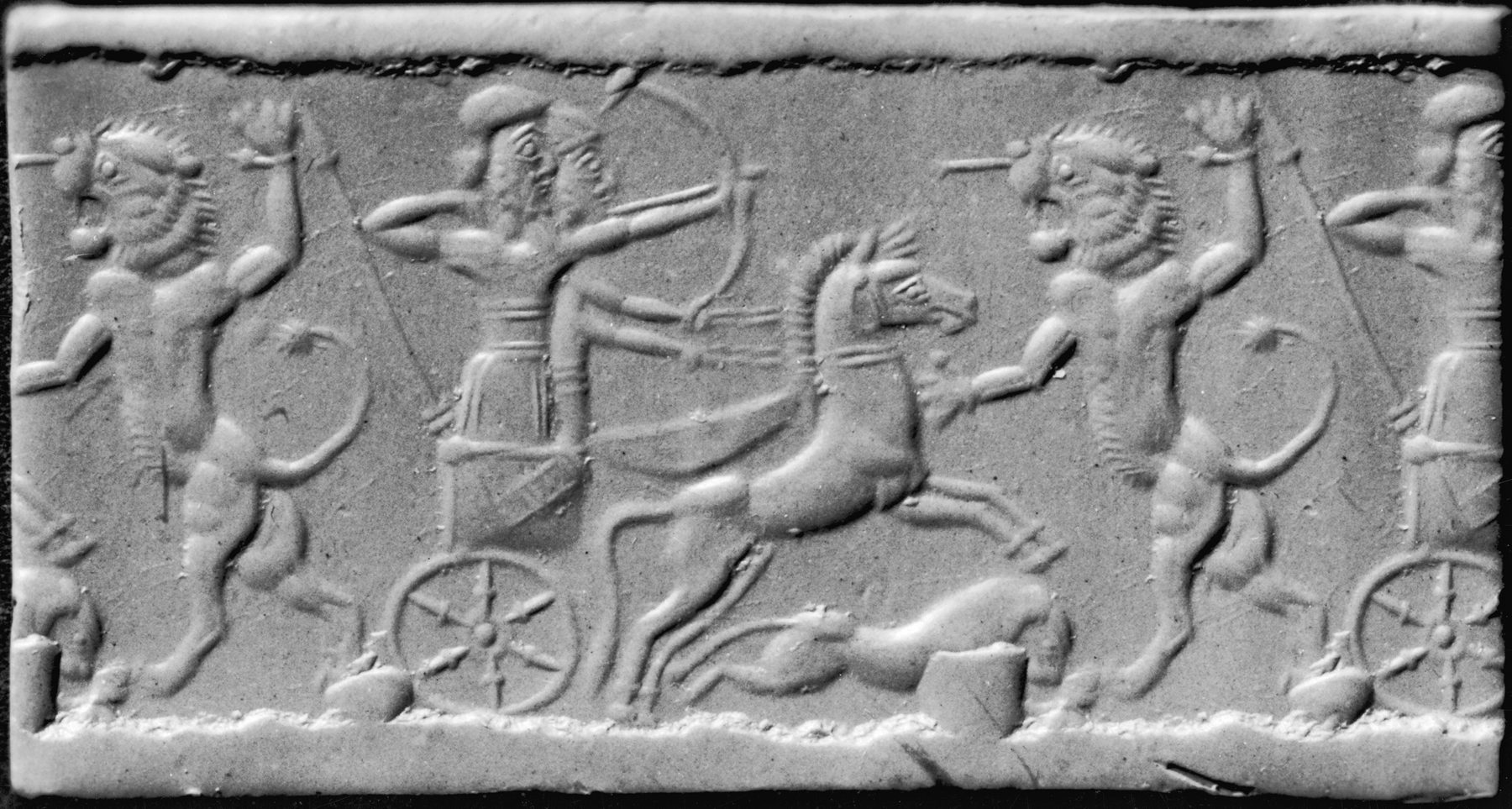
نقش شکار شیر با گردونه بر روی مهری مربوط به دورهٔ نوعیلامی، سده‌های هشتم و هفتم پیش از میلاد ایران، محل نگهداری: موزه هنر والترز

گَردونه در ایران باستان ارابه‌ سبکی بوده با دو چرخ و تندرو و کاربردهای جنگاورانه و مسابقه‌ای داشته‌است.
شاید بتوان مسابقات با گردونه‌ها را اولین کورس های ورزشی دانست که در زمان های قدیم، این مسابقات مبتنی بر زمان و نقطه پایانی برای پیروزی در مسابقه نیز بوده‌اند. 
گرچه به صورت محدود و هنوز هم در مناطقی نامشخص برگزار می شده‌اند. لیکن در سلسله هخامنشیان این مسابقات ثبت شده است اما همراه با اندکی شاید تقلب یا بهتر است بگوییم امتیاز برای شرکت کنندگان همراه بوده است. آنها در طی کورس گذاشتن می توانستند به وسط چرخ ارابه‌ها نیزه تیزی وصل کنند تا پیروزی برایشان با نابودی و جراحت اسب حریف یا در بهترین شرایط کالسکه و ارابه او همراه شود. در یونان باستان نیز در میدان آرنا یا مسیر کورس گذاشتن نیز کورس اسب سواری با گردونه/ارّابه مشخصاً رواج داشته است. همچنین در امپراتوری روم باستان، وایکینگ‌ها و امپراتوری مغول‌ها شواهد تقریباً زیادی از کورس گذاشتن وجود دارد.

## پیشینه

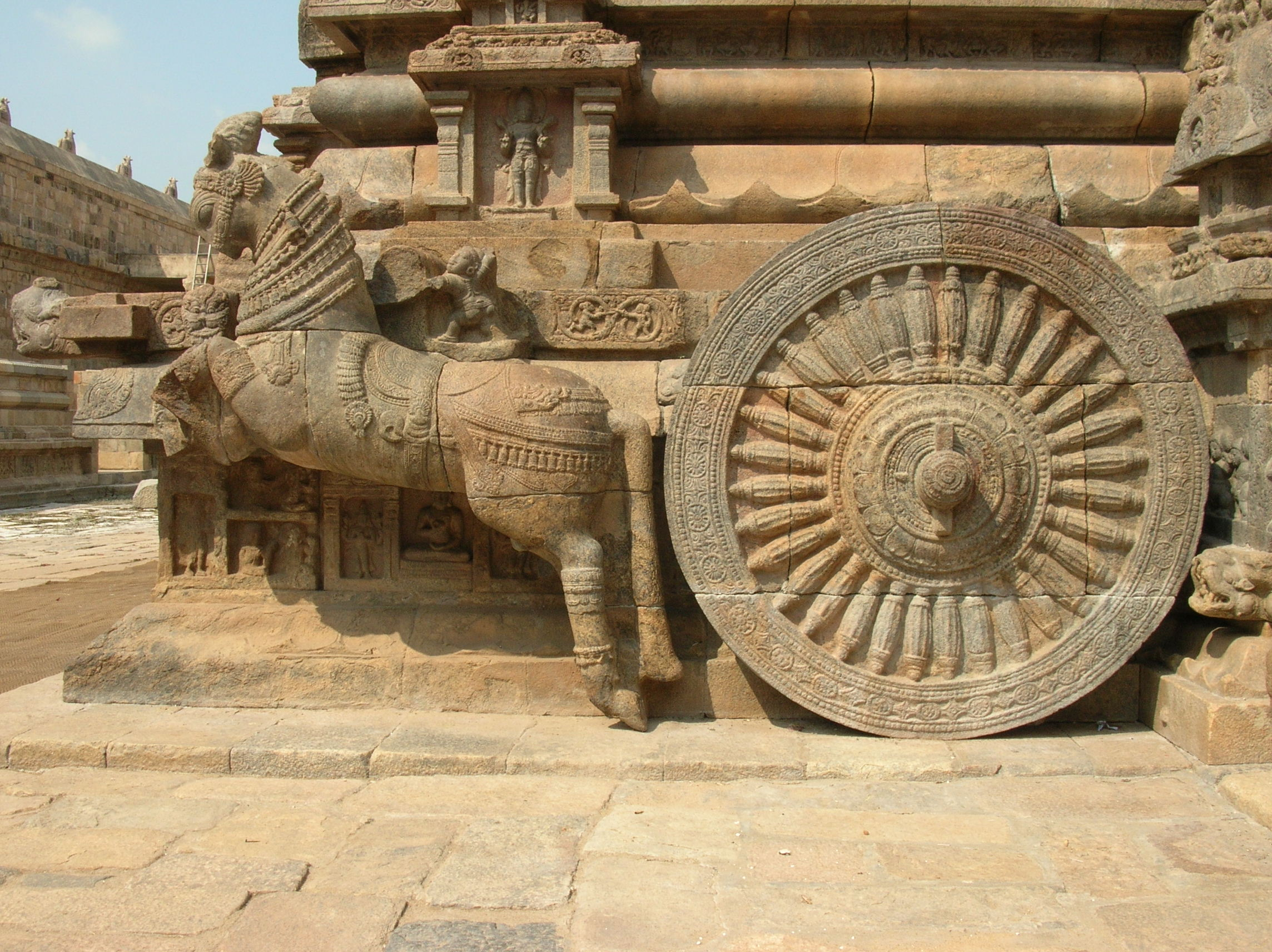
سنگ‌تراشهٔ گردونه‌ای در داراسورام در تامیل نادوی هندوستان

به نظر می‌رسد توسعهٔ فناوری گردونه‌ها مربوط به هزاره سوم پیش از میلاد در میانرودان باشد. هندوایرانیان در هزارهٔ دوم پیش از میلاد به طور گسترده و با مهارت بسیار از این گردونه‌ها استفاده می‌برده‌اند. نخستین سند یافت‌شده‌ای که در آن از گردونه یادشده‌است، به صورت وامواژه‌ای هندوآریایی در زبان هیتی مربوط به سدهٔ چهاردهم پیش از میلاد در کیکولی می‌باشد. کهنترین صورت یادکردن از گردونه در میان ایران به سخن زرتشت و عبارت raiθī- به معنای گردونه‌ران بازمی‌گردد.
جز مقاصد نظامی از گردونه برای مسابقه‌دادن هم بهره می‌بردند، از جمله پادشاهان آشور و هخامنشیان.
پس از دوران باستان در آسیای غربی شتر جایگزین گردونه شد.

## ریشه‌شناسی واژه
در زبان اوستایی گردونه raθa و در هندی ودایی باستان rátha- خوانده می‌شد که برابر با rah در پارسی میانه است. واژهٔ دیگر برای گردونه در اوستایی -vāša بوده که این واژه هم در زبان پارسی میانه به صورت wardyūn درآمده که ریشهٔ خود واژهٔ گردونه می‌باشد.